# Bad Rappenau
Bad Rappenau är en stad i Landkreis Heilbronn i regionen Heilbronn-Franken i Regierungsbezirk Stuttgart i förbundslandet Baden-Württemberg i Tyskland.
Staden ingår i kommunalförbundet Bad Rappenau tillsammans med kommunerna Kirchardt och Siegelsbach.